# Zhuzhou
Zhuzhou (株州; pinyin: Zhūzhōu) è una Città-prefettura della provincia cinese dell'Hunan.

## Monumenti e luoghi d'interesse
L'edificio più elevato della città è la Zhuzhou Television Tower alta 293 metri.

## Amministrazione

### Suddivisioni amministrative
- Distretto di Hetang
- Distretto di Lukou
- Distretto di Lusong
- Distretto di Shifeng
- Distretto di Tianyuan
- Liling
- Contea di Chaling
- Contea di Yanling
- Contea di You

### Gemellaggi
- Navoiy, dal 1996
- Fredrikstad, dal 1999
- Nha Trang, dal 2001
- Pietermaritzburg, dal 2002
- Pocheon, dal 2009